# SNR 0509-67.5

Снимки в видимом и рентгеновском диапазонах

SNR 0509-67.5 — остаток сверхновой, вспыхнувшей около 400 лет назад. Он находится в соседней галактике Большое Магелланово Облако на расстоянии более 160 тысяч световых лет от нас.
Изучив данные, полученные при помощи телескопов XMM-Newton, Чандра и Gemini, астрономы выяснили, что колоссальный взрыв произошёл в двойной системе, его источником был белый карлик, который, достигнув критической массы, произвёл вспышку сверхновой разновидности Ia. Скомбинировав снимки в видимом и рентгеновском диапазоне, учёные смогли получить более точные результаты. По световым волнам, которые отражаются от окружающих межзвёздных пыли и газа, удалось выяснить, что взрыв произошёл 400 лет назад.
Диаметр всей структуры составляет около 23 световых лет. При этом она расширяется со скоростью 5000 километров в секунду.

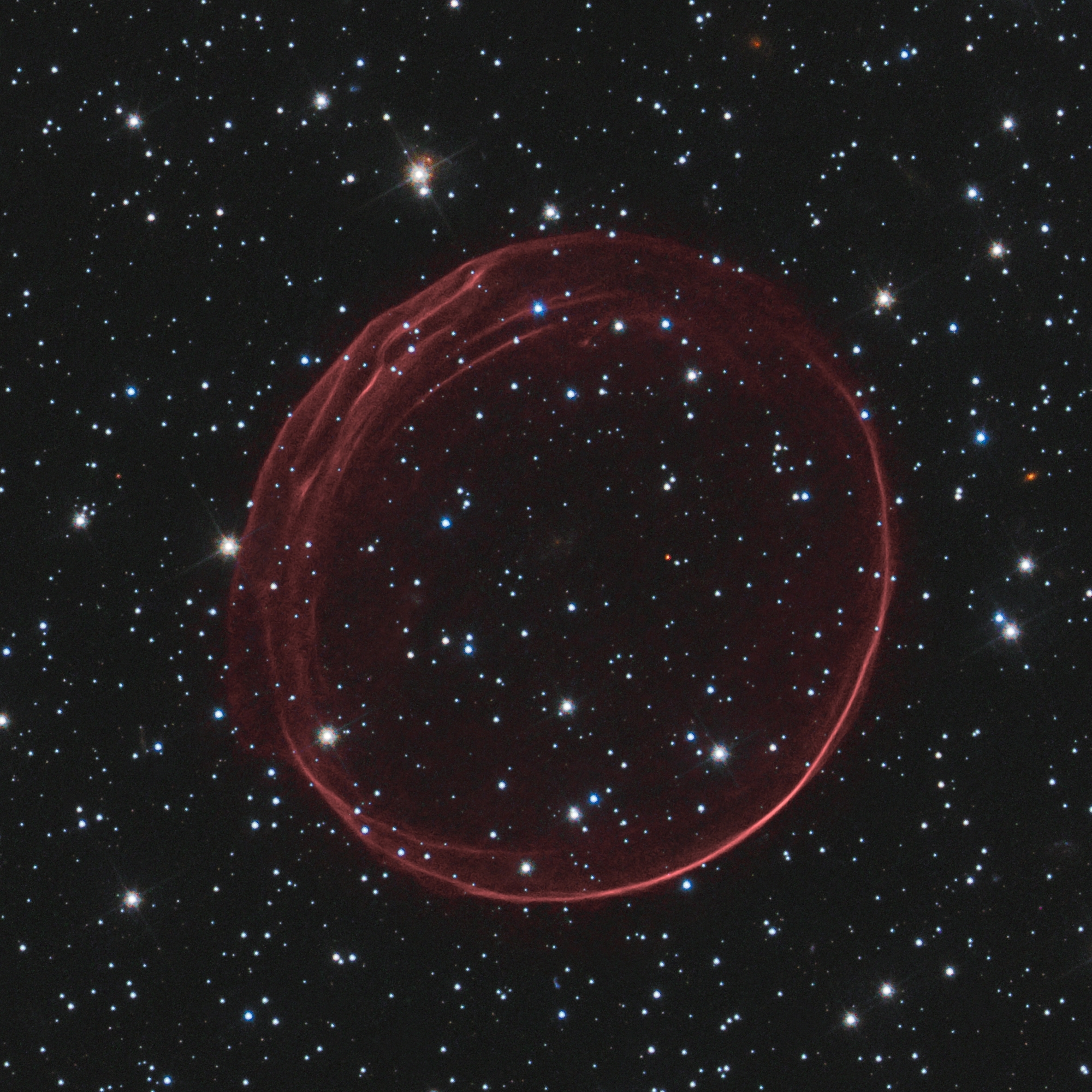